# Национална застава
Национална застава је застава која симболизује земљу. Влада истиче заставу, а обично је могу истицати и грађани земље.

## Историја
Историјски, заставе потичу од војних стандарда, које су се користиле као знак на борбеном пољу. Пракса лебдјећих застава које представљају земљу, изван контекста ратовања, постала је заједничка са поморском заставом, која је уведене током времена једра почетком 17. вијека. Поријекло заставе Уједињеног Краљевства потиче из 1603. године, када је Џејмс VI Шкотски насљедио пријесто Енглеске и Ирске (као Џејмс I), чиме су круне Енглеске, Шкотске и Ирске уједињене у персоналну унију (али су остале одвојене државе). Дана 12. априла 1606. године, нова застава уведена краљевским декретом представљала је реалну унију између Енглеске и Шкотске, према којим су застава Енглеске (црвени крста на бијелој подлози, позната као Крста Светог Ђорђа) и застава Шкотске (бијели крста на плавој подлози, позната као Крста Светог Андрије) спојене у застава Велике Британије или први заставу Уније.
Са појавом националних осјећања крајем 18. вијека појавила се жеља да се националне заставе истичу и у цивилном контексту,, нарочита застава Сједињених Америчких Држава, која је првобитно усвојена као поморска застава 1777. године, која се након Америчке револуције почела да истиче као генерички симбол Сједињених Држава или Француска тробојка која је постала симбол Републике деведесетих година 18. вијека.
Већина европских земаља усвојила је своје националне заставе током 19. и почетком 20. вијека, на основу старијих (средњовјековних) ратних застава. Застава Данске кодификована је 1748. године, а заснована је на дизајну из 14. вијека.. Застава Швајцарске уведена је 1889. године, заснована је на средњовјековним ратним заставама. Холандија је увела двије националне заставе 1813. године (једна наранџасто—бијело—плава тробојка, друга црвено—бијела—плава тробојка; коначна одлука у корист црвене боје донесена је 1937. године).
Османска застава (данас застава Турске) усвојена је 1844. године. Остале неевропске силе почеле су пратити тренд крајем 19. вијека, застава Јапана је усвојена 1870, а застава Ћинг Кине усвојена је 1890. године. Такође у 19. вијеку, већина јужноамеричких земаља усвојило је заставу након стицања независности (Перу 1820, Бразил 1822, Боливија 1851, Колумбија 1860. итд).